# North Fair Oaks, Kalifornien
North Fair Oaks är en ort (CDP) i San Mateo County, i delstaten Kalifornien, USA. Enligt United States Census Bureau har orten en folkmängd på 14 687 invånare (2010) och en landarea på 3,1 km².